# Distretto di Jiangjin
Il distretto di Jiangjin (cinese semplificato: 江津区; mandarino pinyin: Jiāngjīn Qū) è un distretto di Chongqing. Ha una superficie di 3.200 km² e una popolazione di 1.460.000 abitanti al 2006.